# Цинкові хлопчики
«Ци́нкові хло́пчики» (рос. Цинковые мальчики) — документальна книга білоруської письменниці Світлани Алексієович, видана 1989 року та присвячена Афганській війні.

## Сюжет
У книзі в жанрі документально-художньої прози зібрано спогади учасників Афганської війни: солдатів, офіцерів, військових медсестер, лікарів, службовців тилу; подруг, матерів і дружин радянських людей, які загинули на цій війні. Авторка не називає імен своїх співрозмовників — одні просили про таємницю сповіді, інших намагається вберегти від жорстоких докорів.

## Оцінки
У книзі розкриваються жорстокі реальні життєві сюжети про афганську війну у спогадах тих, чиє життя ця війна розділила на «до» і «після».
Алексієвич проливає світло на історію останніх років радянської влади, остаточно підірваної цією війною. Вона описує нескінченне горе матерів «цинкових хлопчиків», їхнє бажання знати правду про те, як і за що воювали та гинули в Афганістані їхні сини.

Після виходу книги група матерів воїнів-інтернаціоналістів подала на письменницю до суду за спотворення образу солдатів-«афганців». Книгу Алексієвич засуджували за наклеп, проти неї виступали в пресі.
— Це ви зробили наших дітей убивцями. Це ви написали цю моторошну книгу… Тепер не хочуть робити в школах музеї пам'яті наших дітей, зняли їхні фотографії. А вони там такі молоді, такі гарні. Хіба у вбивць бувають такі обличчя? Ми вчили своїх дітей любити Батьківщину… Навіщо вона написала, що вони там убивали? За долари написала… А ми — жебраки… Квітів на могилу синам нема на що купити… На ліки не вистачає…
Оригінальний текст (рос.)
— Это вы сделали наших детей убийцами. Это вы написали эту жуткую книгу… Теперь не хотят делать в школах музеи памяти наших детей, сняли их фотографии. А они там такие молодые, такие красивые. Разве у убийц бывают такие лица? Мы учили своих детей любить Родину… Зачем она написала, что они там убивали? За доллары написала… А мы — нищие… Цветов на могилу сыновьям не на что купить… На лекарства не хватает…

## Екранізації та спектаклі
За мотивами книги режисер Сергій Лук'янчиков на студії Білорусьфільм створив афганський цикл із двох документальних кінофільмів (сценарій Сергія Лук'янчикова та Світлани Алексієвич):
1. «Сором» (рос. Стыд; 1991)
2. «Я з покори вийшов» (рос. Я из повиновения вышел; 1992)[2]

### Вистави за книгою
- «Якщо проживу літо» (рос. Если проживу лето) — Санкт-Петербурзький академічний Відкритий театр[ru]. Режисер Геннадій Тростянецький[ru].[3]
- «Цинкові хлопчики» Білоруський академічний театр імені Янки Купали. Режисер Валерій Раєвський.[3]
- «Цинкові хлопчики» — Чернігівський молодіжний театр, 1990.[4]
- «Des cercueils de Zinc. Un Essai d'effraction» — Бастильський театр[fr], Париж. Режисер Дідьє-Жорж Ґабілі[fr].[5]
- «Mort à la guerre en temps de paix» — Château Rouge та ін. , Режисери: Патрік Ле Мофф і Лорен Верселетто, 1993.[6]
- «Les cercueils de zinc» — Театр комуни(інші мови) (Обервільє, Франція), режисер Жак Ніше[fr], 2003.[7]
- «Переможці» — Томський театр юного глядача, 2015. Режисер Дмитро Єгоров[ru].[8]